# Olympische Sommerspiele 2016/Teilnehmer (Fidschi)
| Gelbes Symbol für Goldmedaillen mit stilisierten Olympischen Ringen | Graues Symbol für Silbermedaillen mit stilisierten Olympischen Ringen | Braundes Symbol für Bronzemedaillen mit stilisierten Olympischen Ringen |
| ------------------------------------------------------------------- | --------------------------------------------------------------------- | ----------------------------------------------------------------------- |
| 1                                                                   | —                                                                     | —                                                                       |

Fidschi nahm an den Olympischen Spielen 2016 in Rio de Janeiro teil. Es war die insgesamt 14. Teilnahme an Olympischen Sommerspielen. Das Fiji Association of Sports and National Olympic Committee nominierte 52 Athleten in zehn Sportarten und damit die mit weitem Abstand größte Mannschaft des Landes in ihrer olympischen Geschichte, was vor allem der überraschenden Teilnahme der Fußballmannschaft und der Einführung des 7er-Rugbys, der Nationalsport des Landes, das diesen zudem bei den Männern zu dieser Zeit auch international dominierte, zu verdanken war.
Die 7er-Rugby-Spieler des Landes gewannen mit Gold als erste Teilnehmer Fidschis überhaupt eine Medaille.

## Teilnehmer nach Sportarten

### Bogenschießen
| Athleten     | Wettbewerb | Qualifikation | Qualifikation | 1. Runde      | 1. Runde    | 2. Runde      | 2. Runde      | Achtelfinale  | Achtelfinale  | Viertelfinale | Viertelfinale | Halbfinale    | Halbfinale    | Finale        | Finale        | Rang |
| Athleten     | Wettbewerb | Ringe         | Rang          | Gegner        | Ergebnis    | Gegner        | Ergebnis      | Gegner        | Ergebnis      | Gegner        | Ergebnis      | Gegner        | Ergebnis      | Gegner        | Ergebnis      | Rang |
| ------------ | ---------- | ------------- | ------------- | ------------- | ----------- | ------------- | ------------- | ------------- | ------------- | ------------- | ------------- | ------------- | ------------- | ------------- | ------------- | ---- |
| Männer       |            |               |               |               |             |               |               |               |               |               |               |               |               |               |               |      |
| Robert Elder | Einzel     | 635           | 56            | Wei Chun-heng | 0:6 (75:85) | ausgeschieden | ausgeschieden | ausgeschieden | ausgeschieden | ausgeschieden | ausgeschieden | ausgeschieden | ausgeschieden | ausgeschieden | ausgeschieden | 33   |

### Boxen
| Athleten     | Wettbewerb              | 1. Runde           | 1. Runde | Achtelfinale  | Achtelfinale  | Viertelfinale | Viertelfinale | Halbfinale    | Halbfinale    | Finale        | Finale        | Rang |
| Athleten     | Wettbewerb              | Gegner             | Ergebnis | Gegner        | Ergebnis      | Gegner        | Ergebnis      | Gegner        | Ergebnis      | Gegner        | Ergebnis      | Rang |
| ------------ | ----------------------- | ------------------ | -------- | ------------- | ------------- | ------------- | ------------- | ------------- | ------------- | ------------- | ------------- | ---- |
| Männer       |                         |                    |          |               |               |               |               |               |               |               |               |      |
| Winston Hill | Weltergewicht bis 69 kg | Wladimir Margarjan | 0:3      | ausgeschieden | ausgeschieden | ausgeschieden | ausgeschieden | ausgeschieden | ausgeschieden | ausgeschieden | ausgeschieden | 17   |

### Fußball
| Wettbewerb    | Männer |
| ------------- | --- |
| Athleten      | Filipe Baravilala Nickel Chand Jale Dreloa Setareki Hughes Anish Khem Roy Krishna Samuela Nabenia Praneel Naidu Shaneel Naidu (TW) Ratu Nakalevu Alvin Singh Kolinio Sivoki Simione Tamanisau (TW) Antonio Tuivuna Joseph Turagabeci Iosefo Verevou Saula Waqa Tevita Waranaivalu |
| Trainer       | Frank Farina () |
| Gruppenphase  | Südkorea 0:8 (0:1) Mexiko 1:5 (1:0) Deutschland 0:10 (0:6) |
| Viertelfinale | ausgeschieden |
| Halbfinale    | ausgeschieden |
| Finale        | ausgeschieden |
| Platzierung   | – |

### Gewichtheben
| Athleten        | Wettbewerb       | Reißen  | Reißen | Stoßen  | Stoßen | Zweikampf | Zweikampf | Rang |
| Athleten        | Wettbewerb       | Gewicht | Rang   | Gewicht | Rang   | Gewicht   | Rang      | Rang |
| --------------- | ---------------- | ------- | ------ | ------- | ------ | --------- | --------- | ---- |
| Frauen          |                  |         |        |         |        |           |           |      |
| Apolonia Vaivai | Klasse bis 69 kg | 88 kg   | 15     | 113 kg  | 11     | 201 kg    | 11        | 11   |
| Männer          |                  |         |        |         |        |           |           |      |
| Manueli Tulo    | Klasse bis 56 kg | 106 kg  | 16     | 136 kg  | 13     | 242 kg    | 13        | 13   |

### Judo
| Athleten       | Wettbewerb       | 1. Runde   | 1. Runde    | 2. Runde      | 2. Runde      | Viertelfinale | Viertelfinale | Halbfinale / Trostrunde | Halbfinale / Trostrunde | Finale / Platz 3 | Finale / Platz 3 | Rang |
| Athleten       | Wettbewerb       | Gegner     | Ergebnis    | Gegner        | Ergebnis      | Gegner        | Ergebnis      | Gegner                  | Ergebnis                | Gegner           | Ergebnis         | Rang |
| -------------- | ---------------- | ---------- | ----------- | ------------- | ------------- | ------------- | ------------- | ----------------------- | ----------------------- | ---------------- | ---------------- | ---- |
| Männer         |                  |            |             |               |               |               |               |                         |                         |                  |                  |      |
| Josateki Naulu | Klasse bis 81 kg | S. Sobirov | 001s0:100s1 | ausgeschieden | ausgeschieden | ausgeschieden | ausgeschieden | ausgeschieden           | ausgeschieden           | ausgeschieden    | ausgeschieden    | 17   |

### Leichtathletik
Laufen und Gehen 
| Athleten        | Wettbewerb | Vorlauf | Vorlauf | Runde 1 | Runde 1 | Halbfinale    | Halbfinale    | Finale        | Finale        | Rang |
| Athleten        | Wettbewerb | Zeit    | Rang    | Zeit    | Rang    | Zeit          | Rang          | Zeit          | Rang          | Rang |
| --------------- | ---------- | ------- | ------- | ------- | ------- | ------------- | ------------- | ------------- | ------------- | ---- |
| Frauen          |            |         |         |         |         |               |               |               |               |      |
| Sisilia Seavula | 100 m      | 12,34 s | 8       | 12,48 s | 63      | ausgeschieden | ausgeschieden | ausgeschieden | ausgeschieden | 63   |

 Springen und Werfen 
| Athleten        | Wettbewerb | Qualifikation | Qualifikation | Finale        | Finale        | Rang |
| Athleten        | Wettbewerb | Weite/Höhe    | Rang          | Weite/Höhe    | Rang          | Rang |
| --------------- | ---------- | ------------- | ------------- | ------------- | ------------- | ---- |
| Männer          |            |               |               |               |               |      |
| Leslie Copeland | Speerwurf  | 76,04 m       | 17            | ausgeschieden | ausgeschieden | 17   |

### Rugby
| Wettbewerb         | Frauen | Männer |
| ------------------ | --- | --- |
| Athleten           | Merewai Cumu Raijeli Daveua Rusila Nagasau Litia Naiqato Timaima Ravisa Viniana Riwai Asena Rokomarama Ana Maria Roqica Timaima Tamoi Rebecca Tavo Lavenia Tinai Luisa Tisolo | Apisai Domolailai Osea Kolinisau Semi Kunatani Viliame Mata Samisoni Nasagavesi Leone Nakarawa Vatemo Ravouvou Savenaca Rawaca Kitione Taliga Josua Tuisova Jerry Tuwai Jasa Veremalua |
| Trainer            | Chris Cracknell () | Ben Ryan () |
| Gruppenphase       | Vereinigte Staaten (12:7) Australien (0:36) Kolumbien (36:0) | Brasilien (40:12) Argentinien (21:14) Vereinigte Staaten (24:19) |
| Viertelfinale      | Großbritannien (7:26) | Neuseeland (12:7) |
| Halbfinale         | - | Japan (20:5) |
| Finale             | - | Großbritannien (43:7) |
| Platzierungsspiele | Vereinigte Staaten (7:12) Spanien (21:0) | - |
| Platzierung        | 8. Platz | 1. Platz |

### Schießen
| Athleten    | Wettbewerb | Qualifikation   | Qualifikation | Finale          | Finale        | Ringe/ Scheiben | Rang |
| Athleten    | Wettbewerb | Ringe/ Scheiben | Rang          | Ringe/ Scheiben | Rang          | Ringe/ Scheiben | Rang |
| ----------- | ---------- | --------------- | ------------- | --------------- | ------------- | --------------- | ---- |
| Männer      |            |                 |               |                 |               |                 |      |
| Glenn Kable | Trap       | 112             | 23            | ausgeschieden   | ausgeschieden | 112             | 23   |

### Schwimmen
| Athleten          | Wettbewerb     | Vorlauf     | Vorlauf | Halbfinale    | Halbfinale    | Finale        | Finale        | Rang |
| Athleten          | Wettbewerb     | Zeit        | Rang    | Zeit          | Rang          | Zeit          | Rang          | Rang |
| ----------------- | -------------- | ----------- | ------- | ------------- | ------------- | ------------- | ------------- | ---- |
| Frauen            |                |             |         |               |               |               |               |      |
| Matelita Buadromo | 200 m Freistil | 2:05,49 min | 40      | ausgeschieden | ausgeschieden | ausgeschieden | ausgeschieden | 40   |
| Männer            |                |             |         |               |               |               |               |      |
| Meli Malani       | 50 m Freistil  | 23,88 s     | 51      | ausgeschieden | ausgeschieden | ausgeschieden | ausgeschieden | 51   |

### Tischtennis
| Athleten  | Wettbewerb | 1. Runde     | 1. Runde | 2. Runde      | 2. Runde      | 3. Runde      | 3. Runde      | 4. Runde      | 4. Runde      | Viertelfinale | Viertelfinale | Halbfinale    | Halbfinale    | Finale        | Finale        | Rang          |
| Athleten  | Wettbewerb | Gegner       | Ergebnis | Gegner        | Ergebnis      | Gegner        | Ergebnis      | Gegner        | Ergebnis      | Gegner        | Ergebnis      | Gegner        | Ergebnis      | Gegner        | Ergebnis      | Rang          |
| --------- | ---------- | ------------ | -------- | ------------- | ------------- | ------------- | ------------- | ------------- | ------------- | ------------- | ------------- | ------------- | ------------- | ------------- | ------------- | ------------- |
| Frauen    |            |              |          |               |               |               |               |               |               |               |               |               |               |               |               |               |
| Sally Yee | Einzel     | Offiong Edem | 0:4      | ausgeschieden | ausgeschieden | ausgeschieden | ausgeschieden | ausgeschieden | ausgeschieden | ausgeschieden | ausgeschieden | ausgeschieden | ausgeschieden | ausgeschieden | ausgeschieden | ausgeschieden |